# MTV Europe Music Award al miglior artista
L'MTV Europe Music Award al miglior artista (MTV Europe Music Award for Best Act) è uno dei premi dell'MTV Europe Music Award.
Inizialmente assegnato solo nelle edizioni del 2007 (come Best Solo Act) e del 2008 (diviso nelle due categorie Best Act of 2008 e Best Act Ever), a partire dal 2017, a seguito dell'eliminazione dei premi per sesso, il premio è stato ripristinato.

## Albo d'oro

### Anni 2000

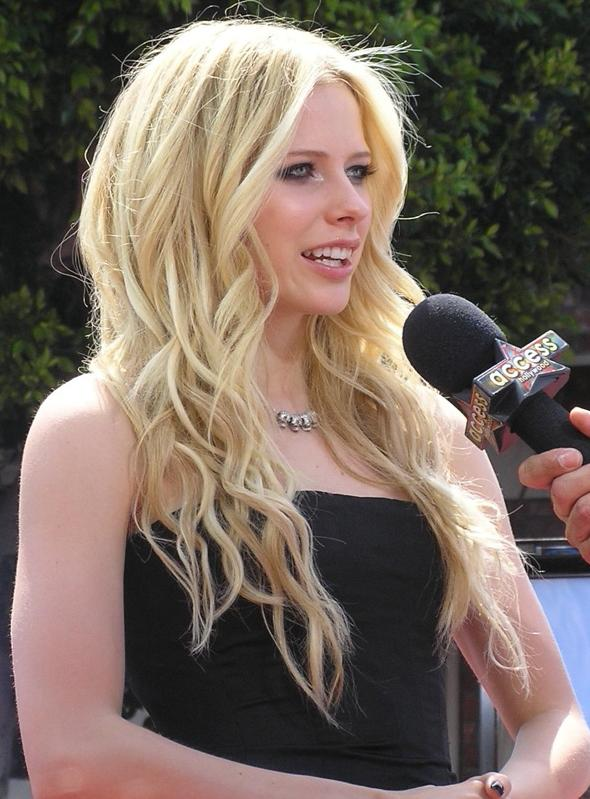
Avril Lavigne, vincitrice nel 2007.

- 2007 - Best Solo Act
  - Avril Lavigne
  - Christina Aguilera
  - Justin Timberlake
  - Mika
  - Nelly Furtado
  - Rihanna
- 2008 - Best Act of 2008
  - Britney Spears
  - Amy Winehouse
  - Coldplay
  - Leona Lewis
  - Rihanna
- 2008 - Best Act Ever
  - Rick Astley
  - Britney Spears
  - Christina Aguilera
  - Green Day
  - Tokio Hotel
  - U2

### Anni 2010

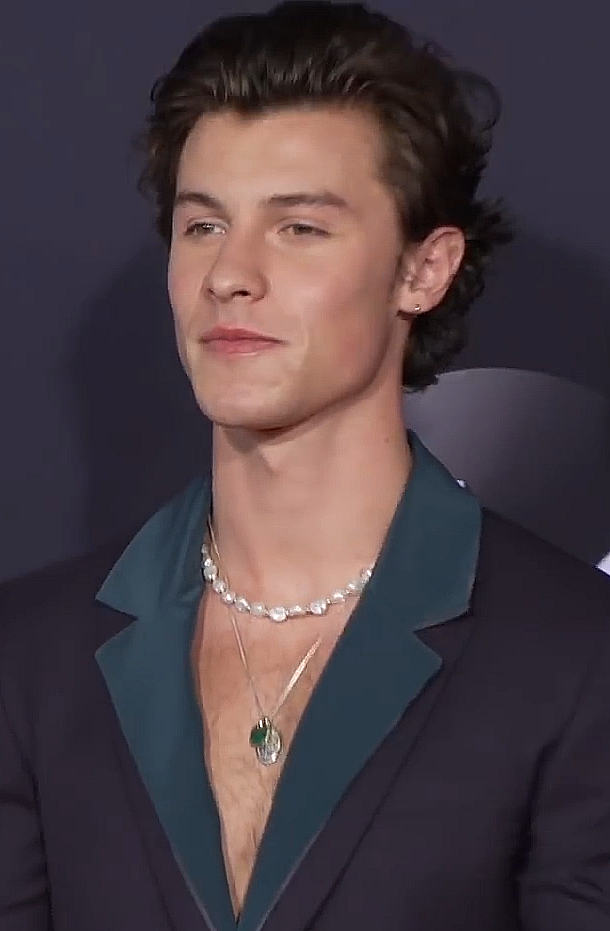
Shawn Mendes, vincitore nel 2017 e nel 2019.

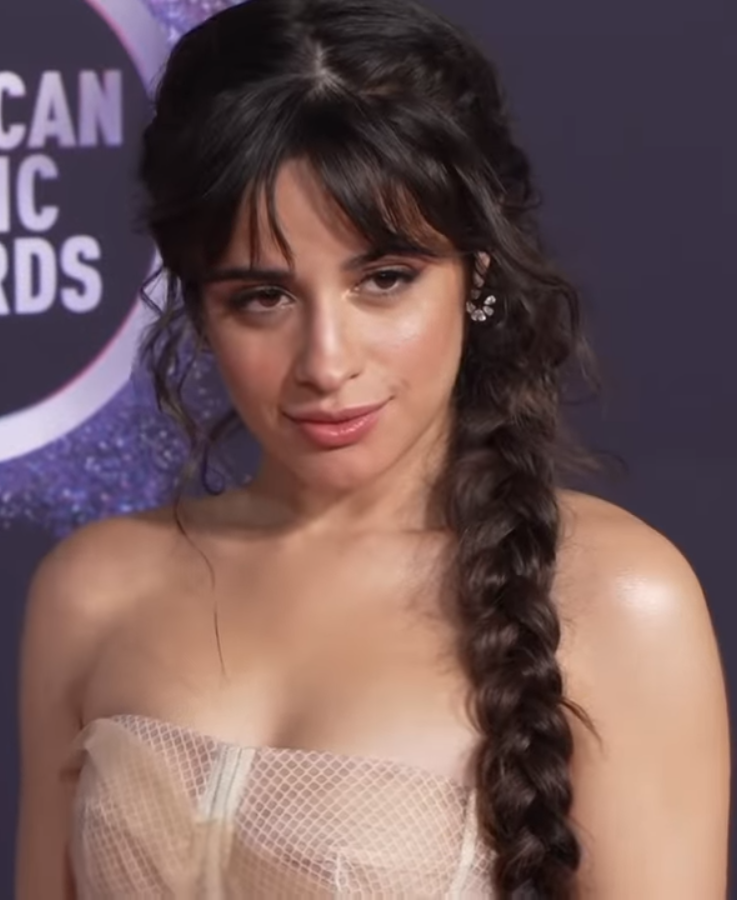
Camila Cabello, vincitrice nel 2018.

- 2017
  - Shawn Mendes
  - Ariana Grande
  - Ed Sheeran
  - Kendrick Lamar
  - Miley Cyrus
  - Taylor Swift
- 2018[1]
  - Camila Cabello
  - Ariana Grande
  - Drake
  - Dua Lipa
  - Post Malone
- 2019[2]
  - Shawn Mendes
  - Ariana Grande
  - J Balvin
  - Miley Cyrus
  - Taylor Swift

### Anni 2020

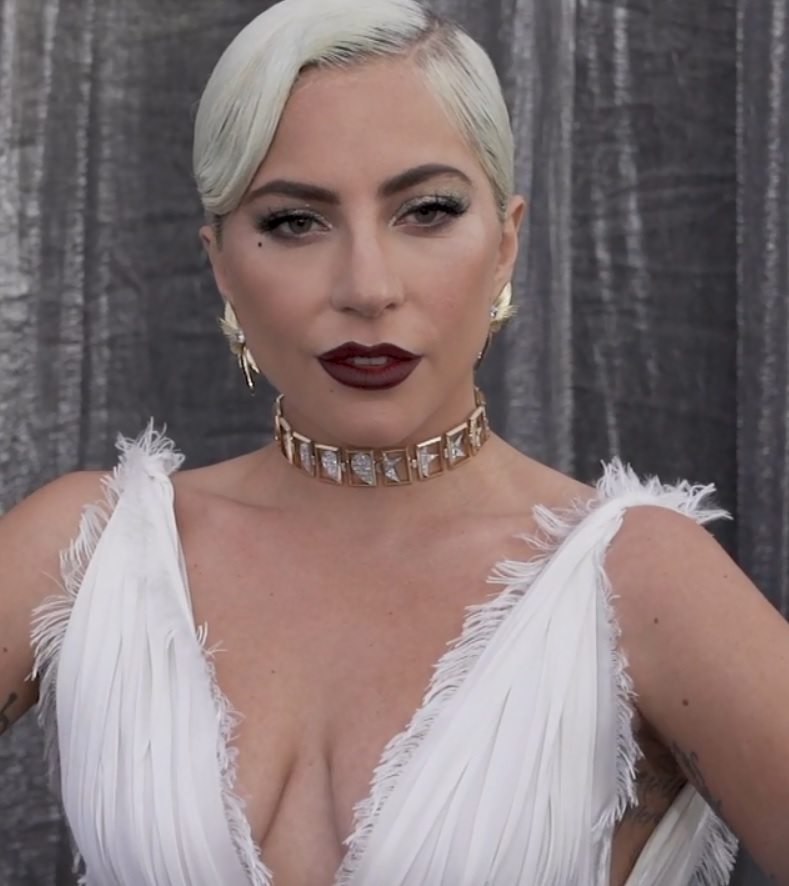
Lady Gaga, vincitrice nel 2019.

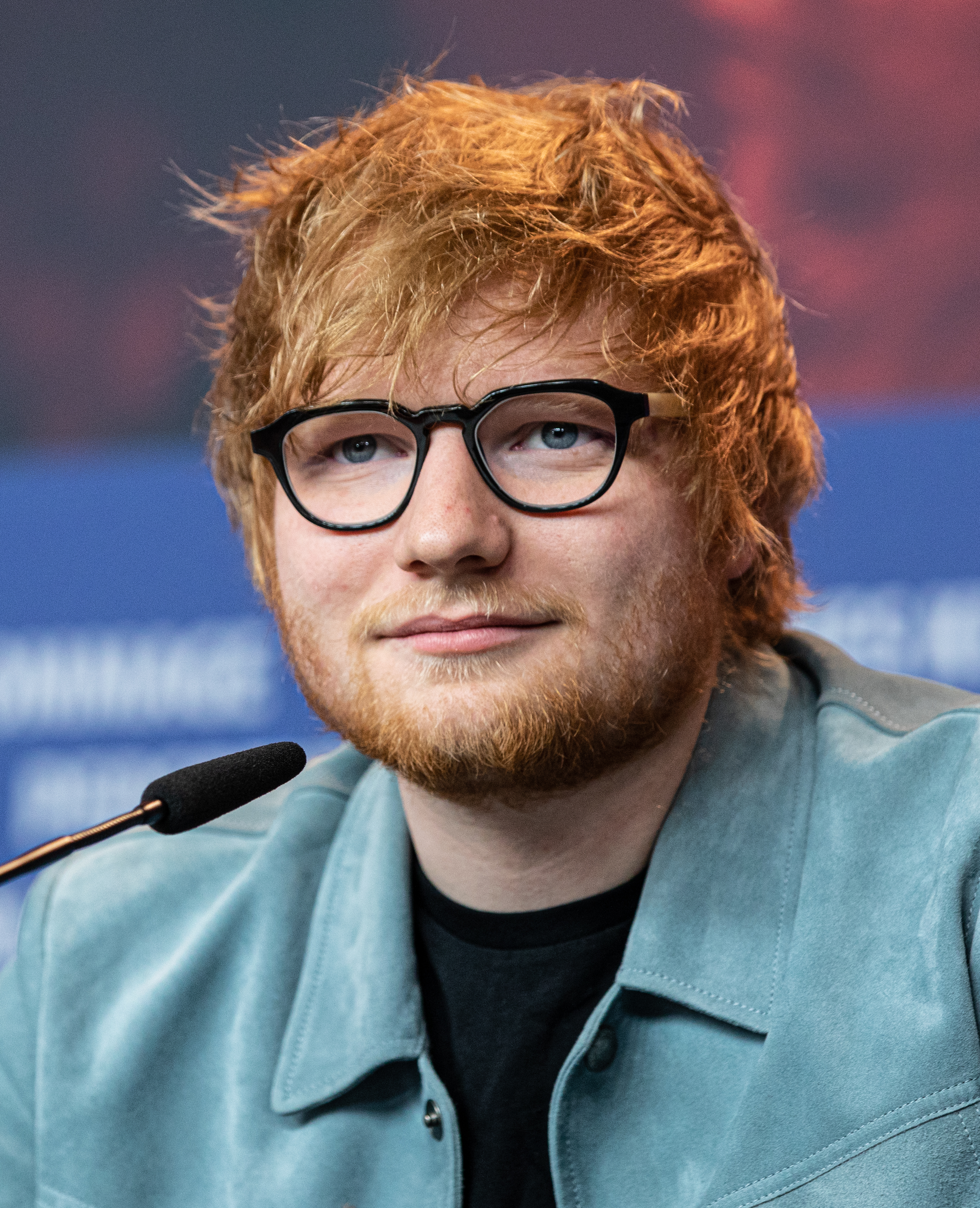
Ed Sheeran, vincitore nel 2021.

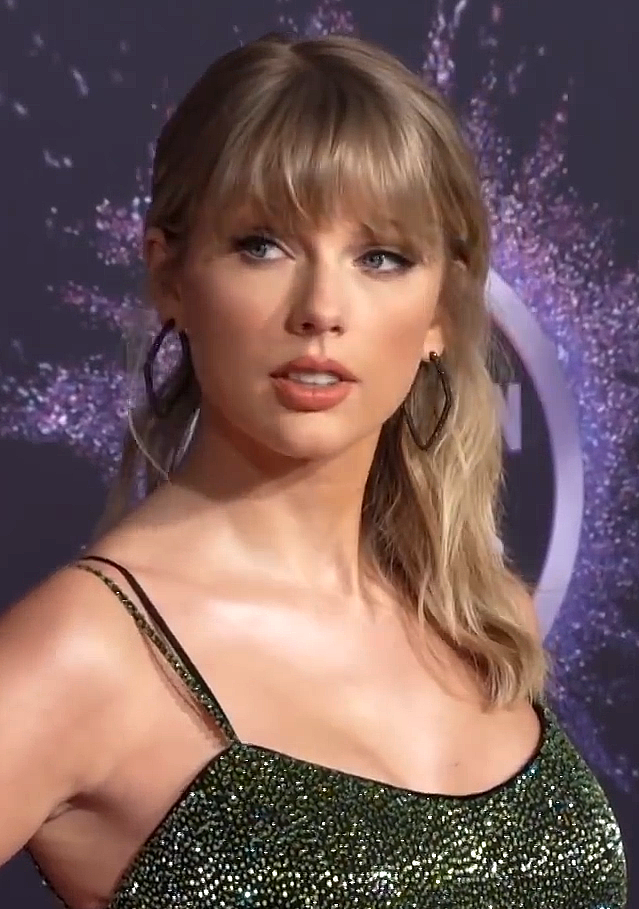
Taylor Swift, vincitrice nel 2022 e nel 2023.

- 2020[3]
  - Lady Gaga
  - Dua Lipa
  - Harry Styles
  - Justin Bieber
  - Miley Cyrus
  - The Weeknd
- 2021[4]
  - Ed Sheeran
  - Doja Cat
  - Justin Bieber
  - Lady Gaga
  - Lil Nas X
  - The Weeknd
- 2022[5]
  - Taylor Swift
  - Adele
  - Beyoncé
  - Harry Styles
  - Nicki Minaj
  - Rosalía
- 2023[6]
  - Taylor Swift
  - Doja Cat
  - Miley Cyrus
  - Nicki Minaj
  - Olivia Rodrigo
  - SZA
- 2024
  - Taylor Swift
  - Beyoncé
  - Billie Eilish
  - Post Malone
  - Raye
  - Sabrina Carpenter